# Walram II. (Monschau)
Walram II. von Monschau († 1242) war Herr von Monschau und seit ungefähr 1237 auch Herr von Burg Poilvache an der Maas. Seit dem Tod seines Vaters im Jahr 1226 war er auch Mombour von Luxemburg für seine Stiefmutter Ermesinde und seinen Halbbruder Heinrich V.
Walram war der dritte Sohn von Walram IV., Herzog von Limburg und Graf von Luxemburg, und Kunigunde von Monschau. 
Er heiratete vor 1214 Elisabeth von Bar, Herrin von Poilvache, die Tochter Theobalds I., Graf von Bar, und Ermesinde von Luxemburg. Sie hatten mindestens drei Kinder:
- Walram III., Herr von Monschau († 1266). Er war verheiratet mit Jutta von Ravensberg, Tochter von Graf Otto II. von Ravensberg und Sophia von Oldenburg († 1302)
- Bertha († 1254), verheiratet 1) mit Graf Dietrich II. von Hochstaden († 1246) und 2) Dietrich II., Herr von Valkenburg († 1268)
- Elisabeth, verheiratet mit Arnold II. von Stein